# دانيال جونسون
دانيال جونسون (بالإنجليزية: Daniel Johnson)‏ مواليد 3 أبريل 1988، هو لاعب كرة سلة أسترالي بدأ مسيرته الاحترافية في سنة 2008 يلعب في الدوري الأسترالي لكرة السلة ويحمل الرقم 21.

## روابط خارجية
- دانيال جونسون على موقع الاتحاد الدولي لكرة السلة (الإنجليزية)
- دانيال جونسون على موقع كرة السلة الأوروبية.كوم (الإنجليزية)
- دانيال جونسون على موقع كلية كرة السلة في سبورتس رفرنس.كوم (الإنجليزية)
- دانيال جونسون على موقع ريلجم (الإنجليزية)
- دانيال جونسون على موقع بروبوليرز (الإنجليزية)
- دانيال جونسون على موقع سبورتس رفرنس (الإنجليزية)